# Fuck Love
«Fuck Love» (censurado como "F Love", "F**k Love" o simplemente "Love") es una canción del rapero estadounidense XXXTENTACION. La canción cuenta con el rapero estadounidense Trippie Redd y está tomada de su primer álbum 17. La canción fue lanzada como el tercer sencillo del álbum el 23 de enero de 2018. Fue producida por Nick Mira, Taz Taylor y Dex Duncan.

## Posicionamiento en lista
| Lista (2018)                              | Posiciones |
| ----------------------------------------- | ---------- |
| Austria (Ö3 Austria Top 40)               | 69         |
| Canadá (Canadian Hot 100)                 | 31         |
| República Checa (Singles Digitál Top 100) | 44         |
| Denmark (Tracklisten)                     | 39         |
| Francia (SNEP)                            | 70         |
| Hungría (Stream Top 40)                   | 32         |
| Ireland (IRMA)                            | 51         |
| Italy (FIMI)                              | 63         |
| Países Bajos (Mega Single Top 100)        | 45         |
| New Zealand (Recorded Music NZ)           | 19         |
| Norway (VG-lista)                         | 37         |
| Eslovaquia (Singles Digitál Top 100)      | 84         |
| Sweden (Sverigetopplistan)                | 35         |
| Suiza (Schweizer Hitparade)               | 48         |
| Reino Unido (UK Singles Chart)            | 89         |
| Reino Unido (UK Indie Chart)              | 10         |
| Reino Unido (UK R&B Chart)                | 30         |
| Estados Unidos (Billboard Hot 100)        | 28         |
| Estados Unidos (Hot R&B/Hip-Hop Songs)    | 18         |